# Nacht-und-Nebel-Erlass

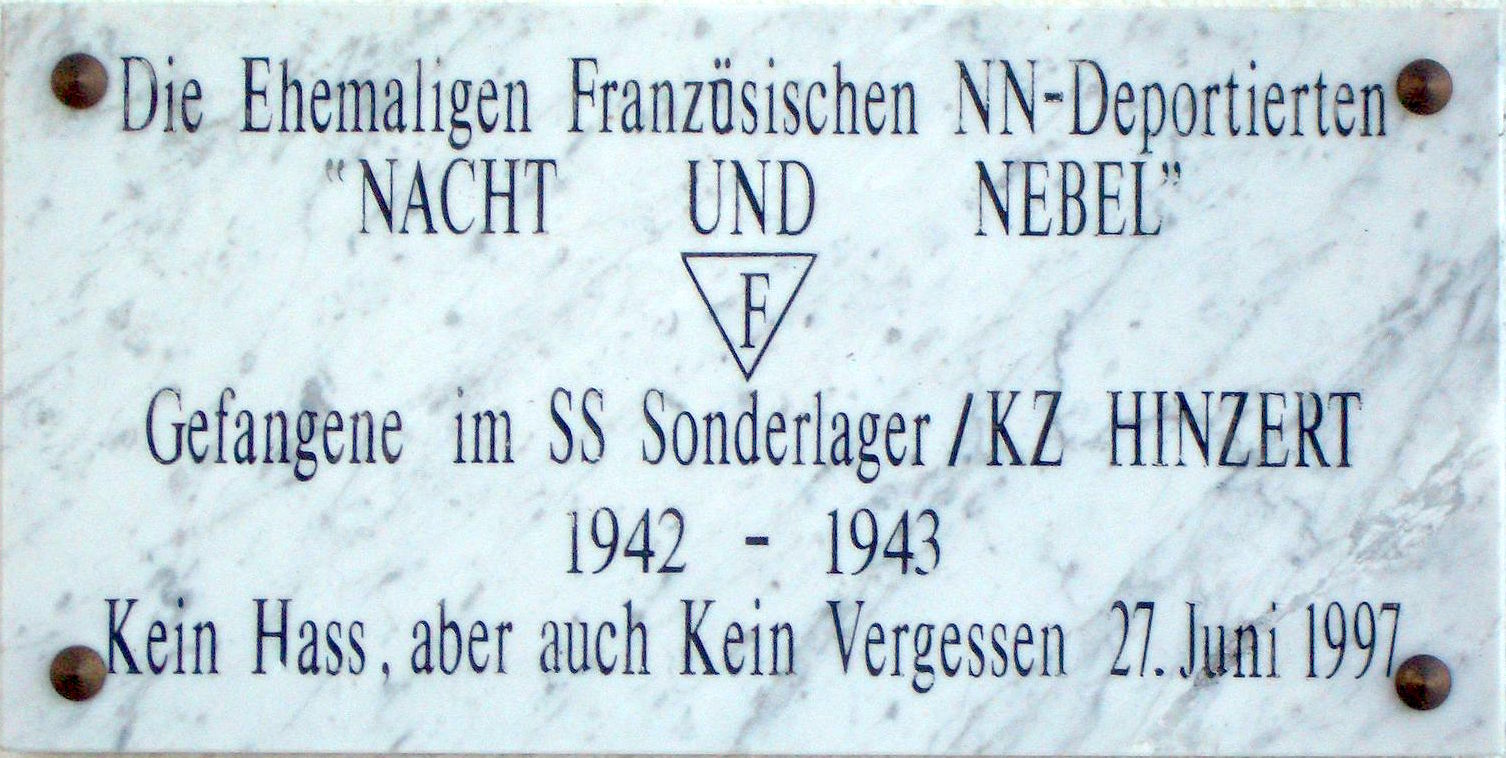
Tafel zur Erinnerung an die aus Frankreich Deportierten, im KZ Hinzert

Der Nacht-und-Nebel-Erlass (eigentlich NN-Erlass) war ein „Führererlass“ Adolf Hitlers während des Zweiten Weltkrieges, verordnet am 7. Dezember 1941 als geheime Richtlinien für die Verfolgung von Straftaten gegen das Reich oder die Besatzungsmacht in den besetzten Gebieten. Danach wurden rund 7.000 des Widerstands verdächtige Personen aus Frankreich, Belgien, Luxemburg, den Niederlanden und Norwegen nach Deutschland verschleppt und dort heimlich abgeurteilt oder bei erwiesener Unschuld in Haft behalten, ohne dass die Angehörigen irgendwelche Auskünfte erhielten. Ihr spurloses Verschwinden sollte der Abschreckung dienen. Der Erlass wurde vom Oberkommando der Wehrmacht (OKW) unter Wilhelm Keitel in Kraft gesetzt und nach Kriegsende als Kriegsverbrechen und Verbrechen gegen die Menschlichkeit eingestuft.

## Begriff
Der „Nacht-und-Nebel-Erlass“ ist erst seit dem Nürnberger Prozess gegen die Hauptkriegsverbrecher und dem Prozess gegen das Oberkommando der Wehrmacht unter dieser Bezeichnung bekannt geworden. Im dienstlichen Schriftgebrauch des Reichsjustizministeriums taucht der Begriff nur selten und nur abgekürzt als „NN-Sache“, „NN-Gefangener“ und „NN-Häftling“ auf.

## Entstehungsgeschichte
Während im Krieg gegen die Sowjetunion durch den Kriegsgerichtsbarkeitserlass vom Mai 1941 die Wehrmachtsgerichtsbarkeit ausgeschlossen war, blieben in den westeuropäischen Ländern die Wehrmachtsgerichte bis August 1944 zuständig für alle Sabotageakte und Straftaten, die Einwohner gegen die deutsche Wehrmacht verübt hatten.
Im Sommer 1941 war eine Französin von einem deutschen Militärgericht zum Tode verurteilt worden. Adolf Hitler selbst, der sich die Bestätigung von Todesurteilen gegen Frauen vorbehalten hatte, begnadigte die Frau, bestimmte jedoch zugleich, dass diese heimlich nach Deutschland verbracht und völlig isoliert in Haft bleiben sollte. Im September 1941 beschloss Hitler, diese Maßnahme des spurlosen Verschwindens generell anzuwenden.
Wilhelm Keitel beauftragte daraufhin Rudolf Lehmann als Leiter der Rechtsabteilung im OKW, Hitlers Wünsche umzusetzen. Das Militärgericht solle nur zuständig sein, wenn sofort ein Todesurteil gefällt werden könne; andernfalls solle der Täter von der Gestapo oder Geheimen Feldpolizei heimlich über die Grenze geschafft und an geheimem Ort festgehalten und abgeurteilt werden.
Lehmann wollte ein Mindestmaß an gerichtlicher Kontrolle gewährleisten und konnte neben Keitel und Wilhelm Canaris auch Roland Freisler für diesen Gedanken gewinnen. Freisler wollte sein Ressort nicht beschneiden lassen und erklärte einige Sondergerichte für zuständig. Hitler selbst, der aus seiner Abneigung besonders gegenüber „der umständlichen Wehrmachtsjustiz“ keinen Hehl machte, wollte die Zuständigkeit ursprünglich der Sicherheitspolizei zuschlagen.

## Inhalt der Richtlinien
In einer Präambel von Keitels „Richtlinien für die Verfolgung von Straftaten gegen das Reich oder die Besatzungsmacht in den besetzten Gebieten“ wird festgestellt, dass es „der lange erwogene Wille des Führers“ sei, Tätern mit neuen Maßnahmen zu begegnen. Hitlers Ansicht sei, dass selbst lebenslange Zuchthausstrafen als Zeichen von Schwäche gewertet würden. Eine nachhaltige Abschreckung sei nur durch Todesstrafen oder Ungewissheit über das Schicksal des Täters zu erwarten. Mit Beginn des „russischen Feldzuges“ hätten sich die Angriffe auf die Besatzungsmacht verstärkt.
In einer Ersten Verordnung vom 12. Dezember 1941 werden die Delikte aufgeführt, die zur Todesstrafe führen sollten: Anschläge gegen Leib und Leben, Spionage, Sabotage, kommunistische Umtriebe, unerlaubter Waffenbesitz, Feindbegünstigung sowie Taten, die Unruhe stiften.
Grundsätzlich sei bei zivilen nichtdeutschen Tätern die Todesstrafe angebracht. Straftaten seien nur dann im Besatzungsgebiet selbst abzuurteilen, wenn mit einem Todesurteil zu rechnen sei und die Vollstreckung schnellstens durchgeführt würde. Diese Vorschrift wurde bereits am 2. Februar 1942 präzisiert: Ein Verfahren sei nur einzuleiten, wenn das Urteil auf Todesstrafe lautete und innerhalb von acht Tagen nach Festnahme verkündet werden könne.
Alle anderen Täter seien nach Deutschland zu schaffen und nur im Ausnahmefall von Militärgerichten abzuurteilen. Nach dem spurlosen Verschwinden – so die nachgeschobene Präzisierung in der Durchführungsverordnung – solle keinerlei Auskunft über Verbleib und Schicksal der Täter gegeben werden. Die Haftunterbringung sowie den Transport nach Deutschland solle die Geheime Feldpolizei bzw. die Gestapo übernehmen. Der Erlass sei vorläufig nur in Norwegen, Belgien, den Niederlanden und Nordfrankreich anzuwenden.

## Geheimverfahren und Haft
Als zuständige Sondergerichte wurden Kiel (für Norwegen), Köln (später auch Breslau / für das besetzte Frankreich), Dortmund (später auch Hamm und Essen / für Belgien und die Niederlande) sowie Berlin (Sonderfälle) bestimmt.
Die Gerichte in Hamm und Essen wurden im März 1944 nach Oppeln verlegt. Ab September 1942 wurde wegen der Vielzahl der Fälle auch vor dem Volksgerichtshof verhandelt. Selbst die Gerichte wussten oftmals nicht, wo der Verhaftete wochenlang von der Gestapo festgehalten wurde. Die Verfahren fanden unter Ausschluss der Öffentlichkeit statt. Herr des Verfahrens war der Staatsanwalt: Die Ladung von ausländischen Zeugen und die Bestellung eines Verteidigers bedurften seiner Zustimmung; er konnte Einleitung oder Aussetzung des Verfahrens bestimmen und jeden Freispruch verhindern.
Auch im Reichsjustizministerium kam man nicht um die Erkenntnis herum, dass „sich aus den für NN-Sachen geltenden Verfahrensvorschriften […] oft Schwierigkeiten bei der Beweiswürdigung und der Urteilsfindung ergeben.“ Die Einschaltung der Gerichte erwies sich als Farce. Selbst nach Verbüßung einer geringen Haftstrafe oder gar einem Freispruch wurde der Verhaftete auf Kriegsdauer unter dem Stichwort „Verneblung“ von der allgemeinen Justiz zur „Schutzhaft“ in ein Konzentrationslager überstellt.
Die „Nacht-und-Nebel-Häftlinge“ wurden anfangs häufig in Einzelhaft in verschiedenen Zuchthäusern untergebracht. Zwischen Mai 1943 und dem 14. April 1944 trafen insgesamt 66 Transporte mit 2696 NN-Gefangenen im Strafgefangenenlager Esterwegen ein. Die Gefangenen wurden dort im abgeschirmten „Lager Süd“ eingesperrt; im Februar 1944 wurden mehr als 500 wegen Überfüllung ins Emslandlager Börgermoor deportiert. Bis zum Mai 1944 wurden alle NN-Gefangenen nach Schlesien verlegt (u. a. Groß-Strehlitz in Oberschlesien), im September wurde ihre Verlegung in Konzentrationslager angeordnet. Ab 1943 wurden Häftlinge aus Frankreich, Belgien, den Niederlanden und Norwegen im KZ Natzweiler-Struthof untergebracht. Nachweislich kamen 1454 NN-Häftlinge nach Natzweiler, plausibel sind nach Steegmann 2438 Gefangene. Nachweisbar waren NN-Häftlinge auch in den Konzentrationslagern Hinzert und Groß-Rosen inhaftiert.
Die Kontaktsperre wurde ausnahmslos durchgesetzt. Die Angehörigen erhielten auch keinerlei Nachricht über Hinrichtung oder Sterbefall eines „NN-Häftlings“: Abschiedsbriefe und Testamente wurden zurückgehalten.
Bis zum 30. April 1944 wurden nachweislich 6.639 Menschen durch den Nacht-und-Nebel-Erlass an die allgemeine Justiz in Deutschland übergeben. Vermutlich gab es 340 Todesurteile. Außerdem gab es eine Dunkelziffer von NN-Häftlingen, die die Gestapo an der allgemeinen Justiz vorbei in „Schutzhaft“ hielt. Rainer Huhle schrieb 2014, es seien „vielleicht 10.000 Gefangene“ gewesen.

## Juristische Aufarbeitung

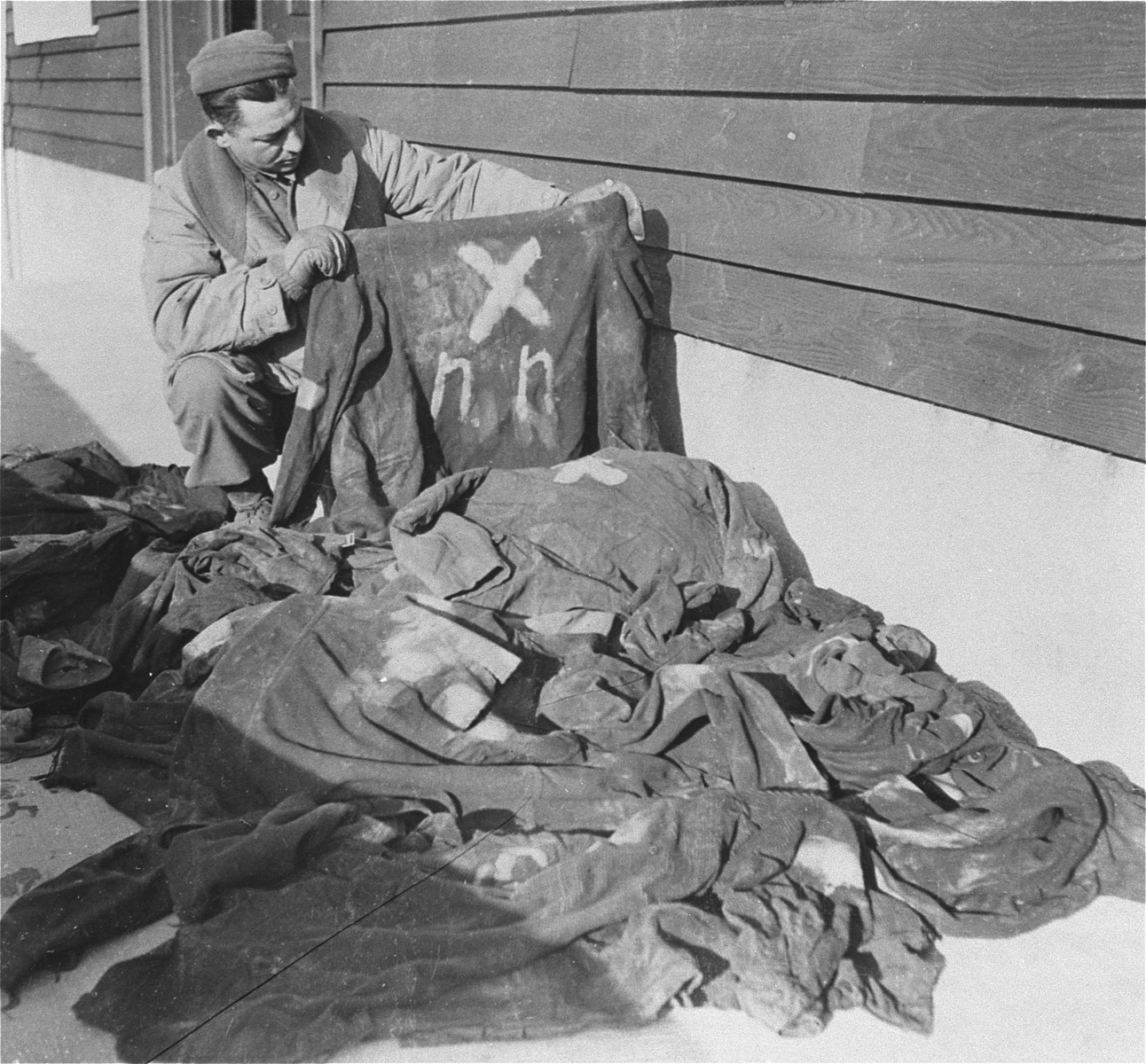
US-Soldat im KZ Natzweiler-Struthof mit NN-Jacke, 1944

Die Praxis des heimlichen Verschwindenlassens im Rahmen des von Keitel angeordneten Nacht-und-Nebel-Erlasses nahm innerhalb des Universums der Konzentrationslager und terroristischen Praktiken des NS-Regimes nur eine relativ kleine Rolle ein. Beim Nürnberger Prozesses gegen die Hauptkriegsverbrecher wurde er dennoch ausgiebig behandelt, weil er im Gegensatz zur weitgehend ungeregelten Mordpraxis in den Konzentrationslagern, die nur gelegentlich und schlaglichtartig zum Vorschein kam, Ursprung und Durchführung des Erlasses klar dokumentiert war. Der angeklagte Keitel gab im Verlauf auch zu erkennen, dass er den Erlass für rechtswidrig hielt. Der Erlass wurde ebenfalls im Juristenprozess und Prozess Oberkommando der Wehrmacht behandelt und als Kriegsverbrechen und Verbrechen gegen die Menschlichkeit eingestuft.

## Film
- Nacht und Nebel, französischer Dokumentarfilm von Alain Resnais aus dem Jahr 1956.

## Einzelbelege
1. ↑  Lothar Gruchmann: „Nacht- und Nebel“-Justiz. Die Mitwirkung deutscher Strafgerichte an der Bekämpfung des Widerstands in den besetzten westeuropäischen Ländern. In: Vierteljahrshefte für Zeitgeschichte 29. Jahrgang 1981, 3. Heft, S. 342 ff., 356, 367, 368 (PDF).
2. ↑  Ausübung der Gerichtsbarkeit im Gebiet „Barbarossa“ … vom 14. Mai 1941, abgedr. in: Hans-Adolf Jacobsen: Kommissarbefehl... S. 181 (= Anatomie des SS-Staates Band 2, dtv 463, München 1967).
3. ↑  Als Dokument 090L abgedruckt in IMT: Der Nürnberger Prozess. Band 37 (=Dok-Bd. 13), S. 571 f.
4. ↑  Abgedruckt als Dokument 669-PS in IMT: Der Nürnberger Prozess. Band 26 (=Dok-Bd 2), S. 245 ff.
5. ↑  Dok 090L / S. 575.
6. ↑  Dok 090L / S. 576.
7. ↑  Lothar Gruchmann: „Nacht- und Nebel“-Justiz. In: VfZ 29 (1981), S. 346.
8. ↑  Schreiben des RJM s. Lothar Gruchmann: „Nacht- und Nebel“-Justiz. In: VfZ 29 (1981), S. 356.
9. ↑  Eine vollständige Namensliste fand der Historiker Sebastian Weitkamp 2014 im Geheimen Staatsarchiv Preußischer Kulturbesitz. Pressemitteilung des Landkreises Emsland vom 17. Juni 2014: Namensliste von Widerstandskämpfern aufgetaucht (Memento des Originals vom 24. Juni 2014 im Internet Archive)  Info: Der Archivlink wurde automatisch eingesetzt und noch nicht geprüft. Bitte prüfe Original- und Archivlink gemäß Anleitung und entferne dann diesen Hinweis., abgerufen am 20. Juni 2014.
10. ↑  diz emslandlager abgerufen am 4. Februar 2007.
11. ↑  Habbo Knoch: Die Emslandlager 1933–1945. In: Wolfgang Benz, Barbara Distel (Hrsg.): Der Ort des Terrors. Geschichte der nationalsozialistischen Konzentrationslager. Band 2: Frühe Lager, Dachau, Emslandlager. C.H. Beck, München 2005, ISBN 3-406-52962-3, S. 560.
12. ↑  Robert Steegmann: Das Konzentrationslager Natzweiler-Struthof und seine Außenkommandos an Rhein und Neckar 1941–1945. Metropol, Berlin 2010, ISBN 978-3-940938-58-9, S. 61 u. 63 f.
13. ↑  Lothar Gruchmann: „Nacht- und Nebel“-Justiz... In: VfZ 29 (1981), S. 395.
14. ↑  Rainer Huhle: „Nacht und Nebel“ – Mythos und Bedeutung, S. 15 ff.